# Srebyrna
Srebyrna – rezerwat przyrody i jezioro w Bułgarii. Położony obok wsi Srebyrna, 18 km na zachód od miasta Silistra, a 2 km na południe od Dunaju. Obejmuje jezioro Srebyrna i jego okolice, w sumie teren chroniony zajmuje 600 ha. Status rezerwatu uzyskał w 1948 roku.
Głębokość jeziora waha się od 1 do 3 metrów. W rezerwacie występuje 67 gatunków roślin, 39 gatunków ssaków, 21 gatunków gadów i płazów, i więcej niż 10 gatunków ryb. Rezerwat jest znany przede wszystkim ze 179 gatunków ptaków. Wśród nich są: pelikany, kormorany, czaple i inne. Rezerwat znajduje się na głównej trasie migracyjnej ptaków latających między Europą i Afryką.
W 1983 roku „Srebyrna” została włączona do listy Światowego Dziedzictwa Kultury UNESCO.
Srebyrna to także nazwa początkowego odcinka rzeki Wisoczica w Bułgarii.